# رأس الجاثي
رأس الجاثي (بالإنجليزية: Ras Algethi أو Rasalgethi أو Alpha Herculis)‏ نجم تابع لكوكبة الجاثي، يبعد 382 سنة ضوئية عن الأرض. يعدّ عملاقًا أحمرًا، إذ يبلغ قطره 300 ضعف قطر الشمس، ويبلغ لمعانه 900 ضعف لمعان الشمس. يعدّ الفلكيون رأس الجاثي نجمًا متعدّدا، إذ هو عبارة عن نجمين:
- رأس الجاثي أ، وهو نجم عملاق أحمر،
- رأس الجاثي ب، وهو بدوره نجم ثنائي، متكون من نجم عملاق أصفر رئيسي (رأس الجاثي ب1) ونجم قزم أبيض ثانوي (رأس الجاثي ب2).